# 巴黎高等商学院
巴黎高等商学院（法語：École supérieure de commerce de Paris），简称ESCP，是欧洲的一所商学院，现隶属于巴黎工商会（CCIP），有柏林、伦敦、马德里、巴黎、都灵和华沙等校区。1819年成立于巴黎，是世界上最早成立的商学院。1999年原ESCP商学院与原EAP欧洲管理学院合并后，一度称为ESCP-EAP欧洲管理学院（英語：ESCP-EAP European School of Management），于2009年4月改为ESCP欧洲高等商学院（英語：ESCP Europe Business School）。2019年11月，ESCP去掉了英文校名中的Europe。
ESCP是法国顶尖的大学校之一，与巴黎高等商业研究学院、高等经济商业学院并称为巴黎三大高商（法語：trois Parisiennes）。
ESCP被认可为欧洲顶级商学院，根据金融時報排名，2023年排名欧洲第4，其中，王牌項目管理学硕士(MiM)2024年排名世界第4，高级工商管理硕士(MBA)2024年排名世界第25，(EMBA)2023年排名世界第3，金融硕士(MiF)2024年排名世界第1。ESCP同时获得了商学院三重认证。
学校采用法国传统的精英学校教育体制，每年通过激烈的竞争考试招收500名学生，目前在校学生4000左右。学校以国际化为特色，国际交流丰富，每名学生至少要熟练掌握三门语言，并有国际经验才能毕业。

## 历史

### 学校成立与早期历史
1819年12月1日，ESCP商学院成立于巴黎，是世界上最早的商学院，联合创始人是一群经济学者和商人，包括著名经济学家让-巴蒂斯特·萨伊和知名商人维塔尔·鲁。成立初期，这所学校是模仿了最早的法国大学校巴黎综合理工，但由于此时未获政府支持，相对低调。19世纪，学校逐步奠定了自身的地位和重要性。
1828年，曾有计划将学校纳入巴黎工商部的管辖，但未成功，经济学家热罗姆-阿道夫·布朗基的介入使得学校保持了独立性，他也因此担任了该校校长。1838年，法国政府开始为该校学生提供奖学金支持，并在之后的1852年认可了学校的项目。19世纪上半叶，法国曾有政客几次尝试将ESCP与工程师学院，如巴黎综合理工或巴黎中央理工进行整合，均以失败告终。最终在1869年，巴黎工商会收购了ESCP商学院，以用于培养未来商业精英们的商务技能与知识。直到1870年，ESCP商学院仍是法国唯一的商学院。1892年，学校开始通过考试模式进行入学资格筛选。1898年，学校搬入了现在位于共和国大街的地址，即学校目前的巴黎校区。

### 泛欧洲商学院

#### EAP欧洲管理学院
1973年，巴黎工商会成立了EAP欧洲管理学院，该校采用了多校区理念，分别开设了英国校区（1974年创办于伦敦，1975年迁至牛津）和德国校区（1975年创办于杜塞尔多夫，1985年迁至柏林），西班牙马德里校区（1987年）。通过多校区办学模式，该校学生在攻读法国大学校文凭的基础上，也可以选择其他国家的文凭。该校因而逐步发展成为泛欧洲化的商学院。

#### ESCP欧洲高等商学院
1999年，同属于巴黎工商会的原ESCP商学院与原EAP欧洲管理学院合并，成立了ESCP-EAP欧洲管理学院，后于2009年4月改名为ESCP欧洲商学院，新校既继承了原ESCP商学院悠久的历史传统，也同时吸收了原EAP欧洲管理学院的泛欧洲商学院理念与多校区办学模式。
2004年，学校开设了第五个校区，即意大利都灵校区。2005年，英国校区从牛津迁回到伦敦。2015年，学校通过与波兰华沙的考明斯基大学（Kozminski University）合作，设立了第六个校区华沙校区。2016年，学校准备在蒙帕纳斯地区开设巴黎的第二校区。

## 校区
目前，ESCP共设有柏林（德国）、伦敦（英国）、马德里（西班牙）、巴黎（法国）、都灵（意大利）和华沙（波兰）等校区。ESCP学生可以自由选择在每个校区进行六个月或一年的学习。每个校区通过与当地的其他教育机构合作，提供了不同的专业和项目。学生可通过在各校区的学习，获得各校区所在国的学历和文凭。
2017年1月开始，ESCP在巴黎蒙帕纳斯地区建立了巴黎新的分校区，主要面向本科生教育和高管教育（如EMBA项目），同时学校也将在此分校区设立创业孵化器。
| 巴黎共和国大街分校区 | 巴黎蒙帕纳斯分校区 | 柏林校区 | 伦敦校区 | 都灵校区 |
| -------------------- | ------------------ | -------- | -------- | -------- |
|                      |                    |          |          |          |

## 项目

### 管理学硕士（Master in Management）
管理学硕士（Master in Management，简称MIM）是学校创办时即设立的项目，也是学校的核心项目。在法国，该项目被称为大学校项目（法語：le programme Grande École），隶属法国传统精英教育体系。申请学生须具备本科或同等学历，但并不要求商科背景或工作经验。学校另设有为期一年的预科项目（Pre-Master programme），主要针对法国学生，未持有学士学位但已完成至少两年大学教育的学生可以申请。
目前，该项目有超过800名学生，来自全球各地的70个国家。在校期间，学生需完成两年的全日制课程，以及不低于40周的工作实习，方可毕业。学生可以在最多四个不同国家进行学习，包括学校各校区所在的六个国家，以及70个国际合作院校所在国，如中国、日本、美国等。目前，项目提供超过30门不同专业，包括金融、市场、国际贸易、企业管理等，以及超过150门选修课。学生可以选择法语或英语授课，各校区也提供德语、西班牙语等本地语言专业或选修课。此外，学校也与企业合作，提供学徒制课程。

### 国际工商管理硕士（MBA in International Management）
该项目前身为欧洲商务硕士（Master in European Business，简称MEB），创立于1995年，是ESCP较为特色的类MBA项目。2016年起，原欧洲商务硕士项目重新调整变更为国际工商管理硕士项目，并保留了较为特色的跨文化学习体验。该项目面向各种专业背景（包括工程、医学等）的学士，倾向有3年工作经验的学生，提供号称“一年两国”的商业技能教育。学生可以在一年时间内选择在两个国家学习，包括ESCP在欧洲的各校区。

### 专业硕士（Masters & Specialised Masters）
专业硕士（Masters & Specialised Masters，简称MSc或MS）是学校开设的全日制硕士课程，英语或法语授课，时长为一年，包括金融、国际管理、市场、战略管理、媒体管理、创新与创业等专业。

### 管理学本科（Bachelor in Management）
管理学本科项目（Bachelor in Management，简称BSc）是学校近年来开设发展的三年全日制本科项目。目前，每年面向全球招生三百至五百人。在校期间，学生需要学习管理类课程、人文科学，以及语言课程，并完成至少6个月的社会实习，方可毕业。该项目延续了ESCP特色的泛欧洲商学院教学模式，每个学年的课程须在不同的校区学习，即三年在三个不同的国家生活学习。授课语言以英语为主，并在各校区提供法语、德语、西班牙语课程，学校也致力于提供语言课程的学习，目的在于让所有学生毕业后具备运用多种外语的能力。

### 高管教育（Executive Education）
ESCP也有针对职业经理人开设的高管教育（Executive Education），主要包括高级工商管理硕士、高级管理硕士等。

#### 高级工商管理硕士（Executive MBA）
ESCP的高级工商管理硕士项目（简称EMBA）创立于1994年，是主要针对职业经理人的在职教育，时长18至30个月，学生可利用业务时间在ESCP的各校区进行学习。

#### 高级管理硕士（Executive Master & Specialised Masters）
高级管理硕士项目（简称EM或EMS）也是为企业管理人员开设的在职教育，主要针对有三年以上职业经验的在职管理人员，提供具体某项专业的硕士课程，包括商业咨询、医疗医院管理、企业风险管理、国际贸易等专业。

### 博士生项目（Doctoral Programmes）
目前ESCP在巴黎和柏林校区有开设博士生项目。

## 排名
根据金融时报的商科教育排名，ESCP在金融、管理以及高管教育等方面，处于欧洲及全球排名靠前的地位，历年具体排名如下：
| 排名项目                     | 2022年 | 2023年 | 2024年 |
| ---------------------------- | ------ | ------ | ------ |
| 欧洲商学院排名               | 3      | 4      |        |
| MBA 高级工商管理硕士全球排名 | 52     | 27     | 25     |
| MiM 管理学硕士全球排名       | 5      | 4      |        |
| MiF 金融硕士全球排名         | 2      | 1      |        |

另外，根据法国国内的几家针对大学校项目的排名体系，如学生杂志排名，巴黎人杂志排名，费加罗报排名，观点杂志排名等，ESCP近年来均排在全法商学院第三名的位置，仅次于HEC和ESSEC。

## 学生组织
学校设有超过50个学生组织，例如Shuffle ESCP，Star Trekk' ESCP，Sport association，AIESEC ESCP等。

## 著名校友
ESCP著名校友主要分布在政界和商界，如法国前总理让-皮埃尔·拉法兰，欧盟首席“脱欧”谈判代表米歇尔·巴尼耶，国际货币基金组织前首席经济学家奥利维耶·布朗夏尔，安德烈亚斯·卡普兰, 道达尔前总裁克里斯多福·德·马热里，爱马仕前首席执行官帕特里克·托马（法語：Patrick Thomas）等。

## 外部連結
- 官方網頁（页面存档备份，存于）
- 校友會網頁（页面存档备份，存于）
- 学校基金会网页（页面存档备份，存于）